# Lord grand'ammiraglio (Regno Unito)
Lord grand'ammiraglio (in inglese: Lord High Admiral) d'Inghilterra, di Gran Bretagna o del Regno Unito è il titolo del comandante della Royal Navy, creato all'inizio XV secolo. La maggior parte dei titolari sono stati membri della corte o membri della famiglia reale britannica. Nell'Inghilterra medievale a ricoprire il ruolo di Lord grand'ammiraglio era uno dei nove Grandi ufficiali dello Stato.

## Storia
Dai primi del XVIII secolo l'ufficio del lord grand'ammiraglio fu quasi sempre affidato a un collegio di commissari (ciascuno con il titolo di Lord Commissioner of the Admiralty), ufficialmente denominato Commissioners for Exercising the Office of Lord High Admiral of the United Kingdom of Great Britain and Northern Ireland ma noto come Board of Admiralty (Comitato dell'Ammiragliato). Il board derivava i propri poteri da un privilegio reale; nessun atto del parlamento definì infatti, né delimitò tali poteri, fatta eccezione per gli aspetti disciplinari, regolati dal Naval Discipline Act. Formalmente i membri del board operavano su un piede di perfetta parità e comune responsabilità ma un Order-in-Council del 1869 conferì a un Primo Lord dell'Ammiragliato (First Lord of the Admiralty) poteri superiori agli altri componenti. Egli era direttamente responsabile di fronte al Parlamento per quanto riguardava le questioni della Royal Navy ed era membro del Gabinetto del Regno Unito.
L'ammiragliato si distingueva dagli altri dipartimenti del Regno Unito in quanto funzionava come autorità direttamente operativa, talvolta impartendo i suoi comandi direttamente alle navi in mare. Nel XX secolo il Board of Admiralty aveva di norma 10 membri: 3 indicati dal Parlamento, 6 ammiragli della Royal Navy (noti come Naval Lords o Sea Lords) e il segretario permanente che garantiva continuità burocratica all'istituzione. Dal 1806 il Primo Lord dell'Ammiragliato fu sempre un civile, mentre il militare a capo della Royal navy era (ed è tuttora) il First Sea Lord (primo lord del mare).
Nel 1964 l'ufficio di Primo Lord dell'Ammiragliato fu soppresso e le funzioni del Board of Admiralty trasferite a un Admiralty Board costituito nell'ambito del Defence Council (Consiglio della Difesa, dal quale dipendono tutte e tre le forze armate). Di conseguenza, il titolo di Lord High Admiral tornò in capo al sovrano. Nel 2011, però, la regina Elisabetta lo ha conferito al consorte, il principe Filippo, duca di Edimburgo, in occasione del suo 90º compleanno.

### Lord grand'ammiraglio di Inghilterra dal 1413 al 1628
| Nome                                                    | Entrata in carica | Fine carica |
| ------------------------------------------------------- | ----------------- | ----------- |
| I Duca di Exeter                                        | 1413              | 1426        |
| Giovanni Plantageneto, I duca di Bedford                | 1426              | 1435        |
| John Holland, II duca di Exeter                         | 1435              | 1447        |
| William de la Pole, I duca di Suffolk                   | 1447              | 1450        |
| Henry Holland, III duca di Exeter                       | 1450              | 1461        |
| William Neville, I conte di Kent                        | 1462              | 1462        |
| Riccardo Duca di Gloucester                             | 1462              | 1470        |
| Richard Neville, XVI conte di Warwick                   | 1470              | 1471        |
| Riccardo Duca di Gloucester                             | 1471              | 1483        |
| John Howard, I duca di Norfolk                          | 1483              | 1485        |
| John de Vere, XIII conte di Oxford                      | 1485              | 1513        |
| Edward Howard                                           | 1513              | 1513        |
| Thomas Howard, III duca di Norfolk                      | 1513              | 1525        |
| Henry FitzRoy, I duca di Richmond e Somerset            | 1525              | 1536        |
| William Fitzwilliam, I duca di Southampton              | 1536              | 1540        |
| Lord Russel                                             | 1540              | 1542        |
| Conte di Hertford                                       | 1542              | 1543        |
| Visconte Lisle                                          | 1543              | 1547        |
| Lord Seymour di Sudeley                                 | 1547              | 1549        |
| Conte di Warwick                                        | 1549              | 1550        |
| Lord Clinton                                            | 1550              | 1554        |
| Lord Howard di Effingham                                | 1554              | 1558        |
| Edward Clinton, I conte di Lincoln                      | 1558              | 1585        |
| Lord Howard di Effingham (Conte di Nottingham dal 1596) | 1585              | 1619        |
| George Villiers, I duca di Buckingham                   | 1619              | 1628        |

### Lord grand'ammiraglio di Inghilterra dal 1638 al 1708
| Nome                                      | Entrata in carica | Fine carica |
| ----------------------------------------- | ----------------- | ----------- |
| Algernon Percy, X conte di Northumberland | 1638              | 1642        |
| Lord Cottington                           | 1643              | 1646        |
| Duca di York e di Albany                  | 1660              | 1673        |
| Carlo II d'Inghilterra                    | 1673              | 1673        |
| Principe Rupert                           | 1673              | 1679        |
| Carlo II d'Inghilterra                    | 1684              | 1685        |
| Giacomo II d'Inghilterra                  | 1685              | 1688        |
| Guglielmo III d'Inghilterra               | 1689              | 1689        |
| Arthur Herbert, I duca di Torrington      | 1689              | 1689        |
| Thomas Herbert, VIII conte di Pembroke    | 1701              | 1702        |
| Principe Giorgio di Danimarca             | 1702              | 1708        |

### Lord grand'ammiraglio di Gran Bretagna dal 1708 al 1709
| Nome                                   | Entrata in carica | Fine carica |
| -------------------------------------- | ----------------- | ----------- |
| Anna di Gran Bretagna                  | 1708              | 1708        |
| Thomas Herbert, VIII conte di Pembroke | 1708              | 1709        |

### Lord grand'ammiraglio del Regno Unito dal 1827 al 1828
| Nome                       | Entrata in carica | Fine carica |
| -------------------------- | ----------------- | ----------- |
| S.A.R. il Duca di Clarence | 1827              | 1828        |

### Lord grand'ammiraglio del Regno Unito dal 1964
| Name                          | Entrata in carica | Fine carica |
| ----------------------------- | ----------------- | ----------- |
| Elisabetta II del Regno Unito | 1964              | 2011        |
| Filippo di Edimburgo          | 2011              | 2021        |